# Золочівська міська рада
Зо́лочівська міська́ ра́да — орган місцевого самоврядування в Золочівському районі Львівської області. Адміністративний центр — місто Золочів.

## Загальні відомості
- Територія ради: 11,64 км²
- Населення ради: 23 406 осіб (станом на 2001 рік)
- Водоймища на території, підпорядкованій даній раді: річки Золочівка, Млинівка, озера Комсомольське, Шевченківське.

## Населені пункти
Міській раді підпорядковані населені пункти:
- м. Золочів

## Склад ради
Рада складається з 36 депутатів та голови.
- Голова ради: Гриньків Ігор Михайлович
- Секретар ради: Сидорович Олег Миронович

### Керівний склад попередніх скликань
| Прізвище, ім'я, по батькові   | Основні відомості                                                 | Дата обрання | Дата звільнення |
| ----------------------------- | ----------------------------------------------------------------- | ------------ | --------------- |
| Зубар Володимир Володимирович | Міський голова, 1966 року народження, член Народного Руху України | 26.03.2006   | 31.10.2010      |
| Гриньків Ігор Михайлович      | Міський голова, 1970 року народження, освіта вища, безпартійний   | 31.10.2010   |                 |

Примітка: таблиця складена за даними сайту Верховної Ради України

### Депутати
За результатами місцевих виборів 2010 року депутатами ради стали:

#### За суб'єктами висування
| Суб'єкт висування                                       | Кількість обраних депутатів | %    |
| ------------------------------------------------------- | --------------------------- | ---- |
| Політична партія Всеукраїнське об'єднання «Свобода»     | 8                           | 22,2 |
| Політична партія Народний Рух України                   | 8                           | 22,2 |
| Політична партія Всеукраїнське об'єднання «Батьківщина» | 7                           | 19,4 |
| Політична партія «Партія правозахисту»                  | 3                           | 8,3  |
| Партія регіонів                                         | 2                           | 5,6  |
| Політична партія «Фронт Змін»                           | 2                           | 5,6  |
| Народна партія                                          | 1                           | 2,8  |
| Партія промисловців і підприємців України               | 1                           | 2,8  |
| Партія Християнсько-Демократичний Союз                  | 1                           | 2,8  |
| Політична партія «Європейська партія України»           | 1                           | 2,8  |
| Політична партія «Наша Україна»                         | 1                           | 2,8  |
| Українська Народна Партія                               | 1                           | 2,8  |

#### За округами
| № округу                                                | Прізвище, ім'я, по батькові     | Дата визнання обраним | Освіта             | Партійна приналежність                              | Відомості про обраного депутата                                                                                           |
| ------------------------------------------------------- | ------------------------------- | --------------------- | ------------------ | --------------------------------------------------- | --- |
| Народна Партія                                          |                                 |                       |                    |                                                     | |
| 13                                                      | Шумакова Вікторія Анатоліївна   | 04.11.2010            | вища               | член Народної партії                                | Управління праці і соцзахисту, головний інспектор                                                                         |
| Партія промисловців і підприємців України               |                                 |                       |                    |                                                     | |
| 15                                                      | Копець Вадим Віталійович        | 04.11.2010            | вища               | позапартійний                                       | Золочівська ЦРЛ, педіатр дитячого відділу                                                                                 |
| Партія регіонів                                         |                                 |                       |                    |                                                     | |
| б/м                                                     | Рибаха Богдан Володимирович     | 04.11.2010            | вища               | член Партії регіонів                                | ТЦ «Надія», заступник директора                                                                                           |
| б/м                                                     | Войтків Володимир Омелянович    | 04.11.2010            | середня спеціальна | член Партії регіонів                                | пенсіонер |
| Партія Християнсько-Демократичний Союз                  |                                 |                       |                    |                                                     | |
| 4                                                       | Семенко Михайло Іванович        | 04.11.2010            | вища               | член Партії Християнсько-Демократичний Союз         | приватний підприємець |
| Політична партія Всеукраїнське об'єднання «Батьківщина» |                                 |                       |                    |                                                     | |
| б/м                                                     | Гарбаль Петро Михайлович        | 04.11.2010            | вища               | член Всеукраїнського об'єднання «Батьківщина»       | пенсіонер |
| б/м                                                     | Стецюк Іван Романович           | 04.11.2010            | вища               | член Всеукраїнського об'єднання «Батьківщина»       | м. Золочів, міська рада, секретар міської ради                                                                            |
| б/м                                                     | Бадіков Олександр Михайлович    | 04.11.2010            | вища               | член Всеукраїнського об'єднання «Батьківщина»       | ВАТ «Львівгаз», філія Золочівське управління експлуатації газового господарства, начальник виробничо — технічного відділу |
| 8                                                       | Басараб Володимир Андрійович    | 04.11.2010            | вища               | член Всеукраїнського об'єднання «Батьківщина»       | МКП «Золочівтеплоенерго», інженер з охорони праці                                                                         |
| 11                                                      | Балацький Ярослав Володимирович | 04.11.2010            | вища               | член Всеукраїнського об'єднання «Батьківщина»       | приватний підприємець |
| 14                                                      | Круглик Мирослава Михайлівна    | 04.11.2010            | вища               | член Всеукраїнського об'єднання «Свобода»           | Золочівська міська рада, юрист                                                                                            |
| 17                                                      | Городиловський Тарас Петрович   | 04.11.2010            | вища               | член Всеукраїнського об'єднання «Батьківщина»       | ВАТ «Золочівбуд», голова наглядової ради                                                                                  |
| Політична партія Всеукраїнське об'єднання «Свобода»     |                                 |                       |                    |                                                     | |
| б/м                                                     | Колодка Дмитро Ігорович         | 04.11.2010            | вища               | член Всеукраїнського об'єднання «Свобода»           | ГІП ПП «Галкомпроект», керівник проектної групи                                                                           |
| б/м                                                     | Вереда Андрій Сергійович        | 04.11.2010            | вища               | член Всеукраїнського об'єднання «Свобода»           | приватний підприємець |
| б/м                                                     | Гураль Ігор Богданович          | 04.11.2010            | вища               | член Всеукраїнського об'єднання «Свобода»           | тимчасово не працює |
| б/м                                                     | Саприка Назар Олегович          | 04.11.2010            | вища               | член Всеукраїнського об'єднання «Свобода»           | приватний підприємець |
| б/м                                                     | Кондуш Борис Борисович          | 04.11.2010            | вища               | член Всеукраїнського об'єднання «Свобода»           | Львівська центральна рятувально-водолазна служба, начальник рятувально-водолазної служби                                  |
| 9                                                       | Гайковий Ігор Григорович        | 04.11.2010            | вища               | член Всеукраїнського об'єднання «Свобода»           | ТзОВ «Смерічка», головний інженер                                                                                         |
| 12                                                      | Кривень Марія Іванівна          | 04.11.2010            | вища               | позапартійна                                        | Золочівська музична школа, вчитель                                                                                        |
| 16                                                      | Будзівула Віталій Володимирович | 04.11.2010            | вища               | член Всеукраїнського об'єднання «Свобода»           | Тернопільський НЕУ, студент                                                                                               |
| Політична партія «Європейська партія України»           |                                 |                       |                    |                                                     | |
| б/м                                                     | Сидорович Олег Миронович        | 04.11.2010            | вища               | член Політичної партії «Європейська партія України» | дП «Сантехбуд», директор                                                                                                  |
| Політична партія Народний Рух України                   |                                 |                       |                    |                                                     | |
| б/м                                                     | Барановська Марія Георгіївна    | 04.11.2010            | середня спеціальна | член Народного Руху України                         | Золочівська ЦРЛ, старша медична сестра поліклінічного відділення                                                          |
| б/м                                                     | Семенчук Марія Михайлівна       | 04.11.2010            | середня спеціальна | позапартійна                                        | Золочівська районна асоціація інвалідів, голова ЗРАУ на громадянських засадах                                             |
| б/м                                                     | Пастух Володимир Володимирович  | 04.11.2010            | вища               | член Народного Руху України                         | Золочівська міська рада, заступник міського голови                                                                        |
| 1                                                       | Мудрик Іван Михайлович          | 04.11.2010            | вища               | член Народного Руху України                         | приватний підприємець |
| 3                                                       | Торський Василь Михайлович      | 04.11.2010            | вища               | член Народного Руху України                         | Золочівське МВЖКП, начальник                                                                                              |
| 5                                                       | Тершовчин Іван Миколайович      | 04.11.2010            | вища               | член Народного Руху України                         | Золочівська ЦРЛ, завідувач дитячого відділення                                                                            |
| 7                                                       | Леськів Олег Васильович         | 04.11.2010            | вища               | член Народного Руху України                         | Золочівська загальноосвітня школа № 2, вчитель                                                                            |
| 10                                                      | Берчак Надія Йосипівна          | 04.11.2010            | вища               | член Народного Руху України                         | Золочівська ЦРЛ, завідувач діагностичним відділом                                                                         |
| Політична партія «Наша Україна»                         |                                 |                       |                    |                                                     | |
| 2                                                       | Бартків Ігор Михайлович         | 04.11.2010            | вища               | член Політичної партії «Наша Україна»               | приватний підприємець |
| Політична партія «Партія правозахисту»                  |                                 |                       |                    |                                                     | |
| б/м                                                     | Папірянська Оксана Орестівна    | 04.11.2010            | вища               | позапартійна                                        | Державна нотаріальна контора, державний нотаріус                                                                          |
| б/м                                                     | Кобелька Петро Петрович         | 04.11.2010            | вища               | позапартійний                                       | Держархбудко нтроль, інспектор                                                                                            |
| 6                                                       | Тимків Богдан Михайлович        | 04.11.2010            | вища               | позапартійний                                       | ТзОВ «Рубін», директор |
| Політична партія «Фронт Змін»                           |                                 |                       |                    |                                                     | |
| б/м                                                     | Бохна Людмила Мар'янівна        | 04.11.2010            | вища               | член Політичної партії «Фронт Змін»                 | Відділ освіти, методист                                                                                                   |
| б/м                                                     | Борисенко Віра Миколаївна       | 04.11.2010            | вища               | член Політичної партії «Фронт Змін»                 | Відділ освіти, головний бухгалтер                                                                                         |
| Українська Народна Партія                               |                                 |                       |                    |                                                     | |
| 18                                                      | Грицишин Богдан Петрович        | 04.11.2010            | вища               | позапартійний                                       | приватний підприємець |